# Zalubniki
Zalubniki, tudi podlubniki ali zavrtači (znanstveno ime Scolytinae), so poddružina hroščev, ki jo uvrščamo v družino pravih rilčkarjev, sestavlja pa jo okoli 6000 danes živečih opisanih vrst. Bolj kot sami zalubniki so poznani njihovi rovi, ki jih vrtajo pod lubjem dreves, po čemer je skupina dobila slovensko ime. Imajo namreč značilno razpredeno obliko, po kateri tudi najlažje prepoznamo, za katero vrsto zalubnika gre. Skupina je splošno znana po škodi, ki jo povzročajo v gozdarstvu, saj z vrtanjem po lesu povzročajo propadanje dreves.

## Opis
V splošnem so predstavniki zalubnikov majhni hrošči valjaste oblike in temno obarvanim zunanjim skeletom. Večinoma niso daljši od 5 milimetrov. Rilček (rostrum), značilnost rilčkarjev, je pri njih zelo kratek in celotna glava je od zgoraj skrita pod velikim ščitom (pronotumom) oprsja. Vendar pa pripadnost rilčkarjem izdajajo kratke, a značilne kolenčaste tipalnice in stopalca (tarsus) nog, ki so zgrajena iz štirih členov. Njihove obustne okončine so izoblikovane v ostro grizalo, s katerimi vrtajo po lesu. Pokrovke (elitre) so pogosto ukrivljene navzven in služijo kot lopate, s katerimi zalubniki odstranjujejo odpadni material iz rovov.
Več vrst zalubnikov proizvaja zvoke s stridulacijo - drgnjenjem telesnih delov med seboj. Na podlagi zvočnih signalov se lahko spolna partnerja najdeta. Odrasel zalubnik najprej zvrta luknjo skozi lubje, nato pa v hranljivem kambiju izdolbe »poročno« kamrico. Večinoma koplje samica, tudi samec pa sodeluje pri odstranjevanju materiala. V kamrici se sparita, samica pa po tistem prične vrtati tik pod površjem stran od nje in v enakomernih presledkih odlaga jajčeca. Ko se izležejo, pričnejo ličinke vrtati svoje tunele pod pravim kotom na samičinega in ustvarijo za zalubnike značilne vzorce. Po tem, kje delajo rove, delimo zalubnike na ličarje, lesarje in lubadarje, vendar to niso taksonomske kategorije. Ličinke so črvaste oblike brez nog, blede barve. Ko dozorijo, se zabubijo v lesu in kot odrasle živali pregrizejo skozi lubje na površje.
V eni najmlajših skupin zalubnikov (Xyleborini) se je pri vrsti Australoplatypus incompertus razvilo napredno socialno vedenje, vključno s haplodiploidnim mehanizmom določanja spola, kot ga poznamo pri drugih socialnih organizmih, npr. mravljah.

## Ekologija
Večina zalubnikov se prehranjuje z odmrlim ali odmirajočim lesom (natančneje floemom), zato imajo pomembno vlogo pri pomlajevanju gozdov. Najpogosteje napadajo drevesa, ki so prizadeta zaradi bolezni, suše, smoga ali fizičnih poškodb. Zdrava drevesa se zalubnikov ubranijo s fizično in kemično zaščito (predvsem smolo), podležejo le, kadar je njihova številčnost prevelika. Odrasli zalubniki oddajajo feromone, ki privabljajo živali iste vrste na isto rastlino, privablja pa jih tudi etanol, eden od stranskih produktov razpadanja lesa. Dobro raziskan primer je kalifornijski zalubnik Dendroctonus brevicomis, kjer samci in samice izločajo različne feromone. Drevo najprej kolonizirajo samice, ki izločajo samce privabljajoči feromon. Mešanica feromonov samcev in samic privablja druge osebke še učinkoviteje kot vsak posamezen in drevo kmalu podleže invaziji zalubnikov.
Del zalubnikov se namesto z lesom prehranjuje z vrsto glive, ki prerašča stene njihovih rovov. Domnevajo, da se je prehranjevanje z glivami znotraj skupine razvilo neodvisno vsaj sedemkrat, poleg tega pa tudi pri sorodnih rilčkarjih. Zanje so značilne posebne jamice na oklepu, v katerih prenašajo glive. Slednje so poleg za prehrano hroščem koristne tudi zato, ker zamašijo odprtine v rovih, skozi katere se izloča drevesna smola. Hitrejše razmnoževanje daje glivam tudi večji potencial za prilagajanje rastlinski obrambi, kar za hrošče pomeni, da lahko kolonizirajo več drevesnih vrst kot bi jih lahko sicer. Zalubnike poleg feromonov privabljajo tudi hlapne snovi, ki jih izločajo glive (t. i. kairomoni).
Poleg za rastline patogenih gliv vnašajo zalubniki v tkivo tudi več drugih zajedavskih organizmov, ki dodatno poškodujejo tkivo in so povzročitelji drugih rastlinskih bolezni. Ene takih so gliste ogorčice (rod Bursaphelenchus), ki jih vnašajo zalubniki in drugi rastlinojedi hrošči.
Med naravnimi sovražniki zalubnikov so pomembnejše ličinke kamelovratnic, hroščev pisancev in najezdnikov, ki odlagajo jajčeca skozi les vanje.

### Pomen za človeka
Zalubniki veljajo za ene največjih škodljivcev v gozdarstvu. Večina vrst se sicer prehranjuje s poškodovanim lesom in v zdravem gozdu ne povzročajo težav, lahko pa še poslabšajo stanje gozda, ki so ga prizadeli drugi dejavniki, npr. suša, nevihta ali rastlinske bolezni. Predvsem problematični pa so zalubniki, ki napadajo zdrava drevesa in lahko ob močnejšem izbruhu povzročijo propad celega gozda.
Od zalubnikov poškodovana drevesa so žarišče drugih, predvsem glivnih bolezni. Med bolj znanimi je bolezen brestov, ki ga spremlja odmiranje listov na okuženih vejah, povzročitelja pa prenašajo zalubniki na svojih telesih. Posušena, odmrla drevesa lahko delujejo tudi kot žarišče požarov, snegolomov ali vetrolomov. Domnevajo, da so se katastrofalni požari v Kaliforniji leta 2003 začeli prav na zaradi zalubnikov odmrlih drevesih.
Najuspešnejši način kontrole zalubnikov so feromonske pasti, ki izkoriščajo sistem kemične komunikacije med osebki in privabljajo živali v temu namenjene škatle, kjer se ujamejo. Da bi preprečili zalubnikom da se zaredijo v posekanem lesu, podrtim iglavcem olupijo lubje.

## Sistematika in evolucija
Fosilnih ostankov zalubnikov je razmeroma veliko. Posebej dobro so zastopani v skladih jantarja, verjetno zato, ker z vrtanjem pod lubjem sami vzpodbujajo izločanje smole, ki jih zalije. Še posebej dobro so zastopani v jantarju iz oligocena in miocena. Poleg njih so se v več primerih ohranile tudi sledi zanje značilnih rovov, najstarejše med njimi datirajo v srednjo kredo (pred okoli 100 milijoni let). Po prisotnosti struktur za prenašanje gliv v fosilnih primerkih sklepajo, da je povezava med zalubniki in simbiotskimi glivami starodavna, stara med 21 in 60 milijoni let, kar pomeni, da se je razvila hkrati z golosemenkami. Z razvojem kritosemenk je večkrat ločeno prišlo do preskoka nanje.
Zaradi reduciranega rilčka so zalubniki dolgo veljali za samostojno družino (Scolytidae), vendar so jih ob kasnejši reviziji na podlagi drugih taksonomskih znakov uvrstili med prave rilčkarje na nivo poddružine. Določanje primerkov je zaradi majhne telesne velikosti težavno, lažje jih je prepoznati po obliki rovov, ki je vrstno značilna. Poleg njih pod lesom vrta še nekaj sorodnih skupin pravih rilčkarjev. Po vsej verjetnosti se je sorodna poddružina Platypodinae razvila iz zalubnikov, kar pomeni, da je ena od teh parafiletska in kot taka neustrezna.

### Seznam rodov
Trenutno sprejeta je razdelitev na 72 rodov, ki pa se bo z novimi odkritji gotovo še spremenila.
- Alniphagus
- Ambrosiodmus
- Araptus
- Cactopinus
- Carphobius
- Carphoborus
- Chaetophloeus
- Chramesus
- Cnemonyx
- Cnesinus
- Coccotrypes
- Conophthorus
- Corthylus
- Cryphalus
- Cryptocarenus
- Crypturgus
- Dendrocranulus
- Dendroctonus
- Dendrosinus
- Dendroterus
- Dolurgus
- Dryocoetes
- Ericryphalus
- Ernoporicus
- Euwallacea
- Gnathotrichus
- Hylastes
- Hylastinus
- Hylesinus
- Hylocurus
- Hylurgopinus
- Hylurgops
- Hypocryphalus
- Hypothenemus
- Ips
- Liparthrum
- Lymantor
- Micracis
- Micracisella
- Monarthrum
- Orthotomicus
- Pagiocerus'
- Phloeosinus
- Phloeotribus
- Pityoborus
- Pityogenes
- Pityokteines
- Pityophthorus
- Pityotrichus
- Polygraphus
- Premnobius
- Procryphalus
- Pseudohylesianus
- Pseudohylesinus
- Pseudopityophthorus
- Pseudothysanoes
- Ptilopodius
- Pycnarthrum
- Scierus
- Scolytodes
- Scolytogenes
- Scolytus
- Stenocleptus
- Thysanoes
- Trischidias
- Trypodendron
- Trypophloeus
- Xyleborinus
- Xyleborus
- Xylechinus
- Xylosandrus
- Xyloterinus

### Zalubniki v Sloveniji
V Sloveniji je najbolj znan osmerozobi smrekov lubadar (Ips typographus), poleg te vrste pa so pomembnejši še črni zalubnik (Hylastes ater), brestov lesovrt (Scolytus scolytus), bakreni lubadar (Pityogenes calcographus) in šesterozobi lubadar (Ips sexdentatus), ki je največji med slovenskimi zalubniki. Skupaj je za Slovenijo znanih 88 vrst. Zalubniki so najpomembnejši škodljivci v slovenskih gozdovih - v obdobju med letoma 1994 in 2002 so zaradi njih povprečno posekali 137.000 m³ iglavcev, kar znaša 5% celoletnega poseka v slovenskih gozdovih. V kasnejših letih se je situacija še poslabšala in v letu 2003 je bilo posekanih 406.000 m³ iglavcev, leta 2004 pa preko 573.000 m³.